# Allopaa
Allopaa é um género de anfíbios da família Dicroglossidae. Está distribuído por Paquistão e Índia.

## Espécies
- Allopaa barmoachensis (Khan and Tasnim, 1989)
- Allopaa hazarensis (Dubois and Khan, 1979)